# ラグライ族

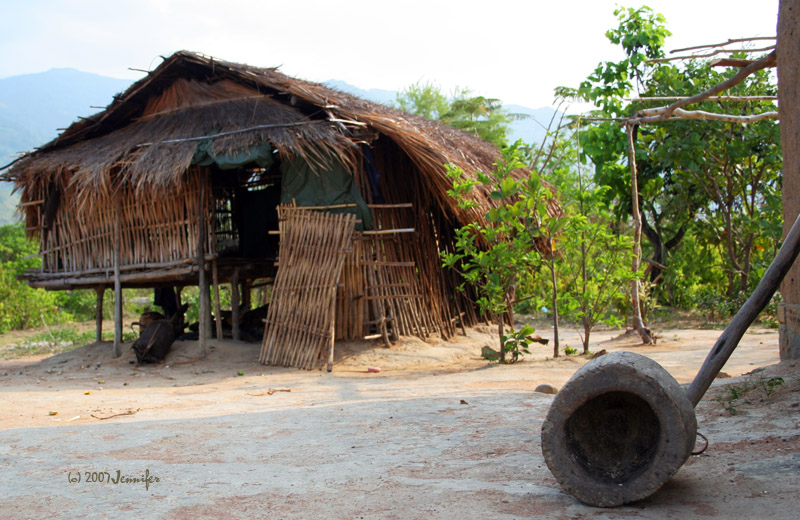
ラグライ族の住居 （ニントゥアン省）

ラグライ族（Raglai,Ra-glai)、またはロクライ族、ラックラーイ族、モイ族、ベトナム語: Người Ra Glai) はベトナムの少数民族。ラグライはベトナム政府による公称だが、民族の自称はラドライ(Radlai)である。
ラグライ族は人種的にはプロトマレー系とされ、ラグライ族の言語であるラグライ語はオーストロネシア語族に属する。主にベトナム中部のカインホア省とニントゥアン省の山地部に居住するが、さらに西のラムドン省、南のビントゥアン省にも一部が居住している。 なお、かつてラグライ族の一部とされていたビントゥアン省のラクライ族(Ra Clay)は、ラグライ族とは別の民族とされている。

## 歴史
ラグライ族はチャンパ王国を建てたチャム族との言語的・文化的な関係が強く、チャム族の伝承では、15世紀の半ばにチャンパ王国の分家であるバッティヌン・チャム王府を開いたポーカテイトの子孫が、現在のラグライ族とも言われている。
伝統的に移動焼畑農業を生業として、ダラットなど北の山地で耕地を求めて南下していたが、抗仏戦争以後は戦火を逃れるための移動を繰り返し、戦争の終結と1976年の山地民族定居政策、1985年の土地法の施行によって多くのラグライ族は平地に居住するようになった。

## 文化
ラグライ族は母系社会であり、母系氏族外婚制や母系末娘相続などの規則がある。かつてはラグライ人は、息子には父の、娘には母の名に近い音韻を踏んだ名を付ける独自の命名慣行を持っていたが、抗仏戦争以来のキン族との協力関係により、軍事上の必要から母系氏族の姓にキン族風の名を採用するようになった。また、かつては禁じられていた異族間の結婚をする者も増えている。
ラグライ族はヤン(yang)という神々が集まる神霊世界観を持ち、動物供犠とヴィジャウと呼ばれるシャーマンによる儀礼を行っている。シャーマニズムによる信仰体系は政府によって公式には禁止されていたが、ドイモイによる自由化によって伝統的な儀礼は再活性化している。